# Springfield Modello 1873 Trapdoor
Lo Springfield Modello 1873 "Trapdoor", evoluzione dello Springfield Modello 1866, è stato il primo fucile a retrocarica (basato sul sistema Allin ad otturatore incernierato) ad essere adottato su larga scala come dotazione standard dell'Esercito degli Stati Uniti. Nelle mani del soldato americano, divenne uno dei protagonisti delle guerre indiane, sia come moschetto da fanteria, sia nella versione carabina da cavalleria a canna corta.

## Storia

### Le origini:First AllineSecond Allin
Il fucile Springfield Modello 1873 può essere considerato un discendente diretto dei fucili Springfield Modello 1865 e Modello 1866, entrambi semplici conversioni di modelli ad avancarica risalenti al periodo della Guerra civile (precisamente dei moschetti a canna rigata di tipo Minié Springfield Modello 1861 e Modello 1863). L'esperienza operativa derivante dalla guerra civile aveva evidenziato i vantaggi di un'arma a retrocarica, soprattutto in relazione alla rapidità di tiro: mentre un fucile ad avancarica, in mano ad un soldato addestrato, poteva esprimere un volume di fuoco pari a 2-3 colpi al minuto, un fucile a retrocarica, in mano allo stesso soldato, lo metteva in condizione di erogare un volume di fuoco di 8-10 colpi al minuto, senza contare gli ulteriori vantaggi tattici concernenti la possibilità di ricaricare da posizione prona, oltre che la maggiore praticità legata al munizionamento costituito da un'unica cartuccia, rispetto al munizionamento ad avancarica, costituito da pallottola, borra e carica di lancio separate. Il grande numero di moschetti ad avancarica Springfield Modello 1861 e Modello 1863 in dotazione ai reparti al termine della Guerra di Secessione, rendeva antieconomica l'adozione di un'arma del tutto nuova, in confronto all'applicazione di un sistema per convertire questi moschetti in armi a retrocarica.

Dopo test approfonditi sui sistemi proposti da diversi costruttori anche al di fuori degli Stati Uniti, le preferenze ricaddero sul sistema sviluppato da Erskine S. Allin, la cui modifica (Brevetto numero 49.959 del 19 settembre 1865) permetteva di convertire un moschetto ad avancarica in fucile a retrocarica al costo di soli 5 dollari al pezzo, mentre l'acquisto di un fucile a retrocarica nuovo costava all'incirca 20 dollari. Circa 5.000 esemplari di moschetto Modello 1861 vennero convertiti in Modello 1865 camerato per la cartuccia rimfire .58-60-500 con palla da 500 grani (32 grammi), quando iniziarono ad emergere problemi relativi all'eccessiva complessità della prima versione dell'otturatore, oltre a difetti legati alla scarsa durata di alcuni elementi del sistema (in particolare l'estrattore). Pertanto venne sospesa l'applicazione di tale conversione, in favore di una versione semplificata ed irrobustita del sistema Allin: il fucile derivante venne denominato Modello 1866, camerato per la potente cartuccia centerfire Government .50-70 e prodotto in circa 52.000 esemplari; i due tipi di conversione sono conosciuti convenzionalmente come "First Allin" (Springfield Modello 1865) e "Second Allin" (Springfield Modello 1866).

### La Commissione Terry
Attorno al 1870, le scorte di moschetti ad avancarica da convertire con il sistema Allin si andarono progressivamente riducendo, senza tuttavia esaurire la domanda relativa ad un'arma lunga.

In vista dell'adozione di un nuovo fucile a retrocarica, nel biennio 1872 - 1873 una commissione presieduta dal generale Alfred H. Terry (conosciuta convenzionalmente come Commissione Terry) condusse una serie di approfondite prove nei confronti di 99 modelli di fucile, di produzione statunitense ed europea; una prima selezione ridusse a 21 il numero di fucili da testare, tra i quali erano incluse alcune armii europee, come il famoso Chassepot, il Martini-Henry
 ed il Werndl
; successivamente, la rosa dei candidati si restrinse ulteriormente a 6 modelli:
- lo Springfield calibro .45-70 Trapdoor con sistema Allin;
- la carabina calibro .50 di W.H. Elliot[6];
- il fucile calibro .45 Ward-Burton a otturatore girevole-scorrevole[7];
- il fucile Remington Navy con otturatore rolling block[8];
- il fucile calibro .50 di A.T. Freeman[9];
- il fucile Peabody calibro .50[10].

I test, che si tennero allo Springfield Armory ed a Governors Island, riguardarono aspetti quali semplicità di smontaggio e rimontaggio, efficienza del sistema di caricamento ed estrazione, resistenza a polvere, ruggine ed acqua, rapidità e precisione in differenti condizioni di fuoco (tiro mirato da spalla e tiro rapido), conseguenze nel fuoco prolungato (500 colpi), conseguenze nell'uso di munizioni difettose o contenenti una carica eccessiva, conseguenze nell'uso con la canna sporca, numero di parti e loro tendenza alla rottura o alla dispersione qualora smontate. Al termine delle prove, la commissione raccomandò l'adozione da parte delle Forze armate statunitensi del fucile Springfield, che divenne il Modello 1873 "Trapdoor" calibro .45-70 Government.

## Tecnica

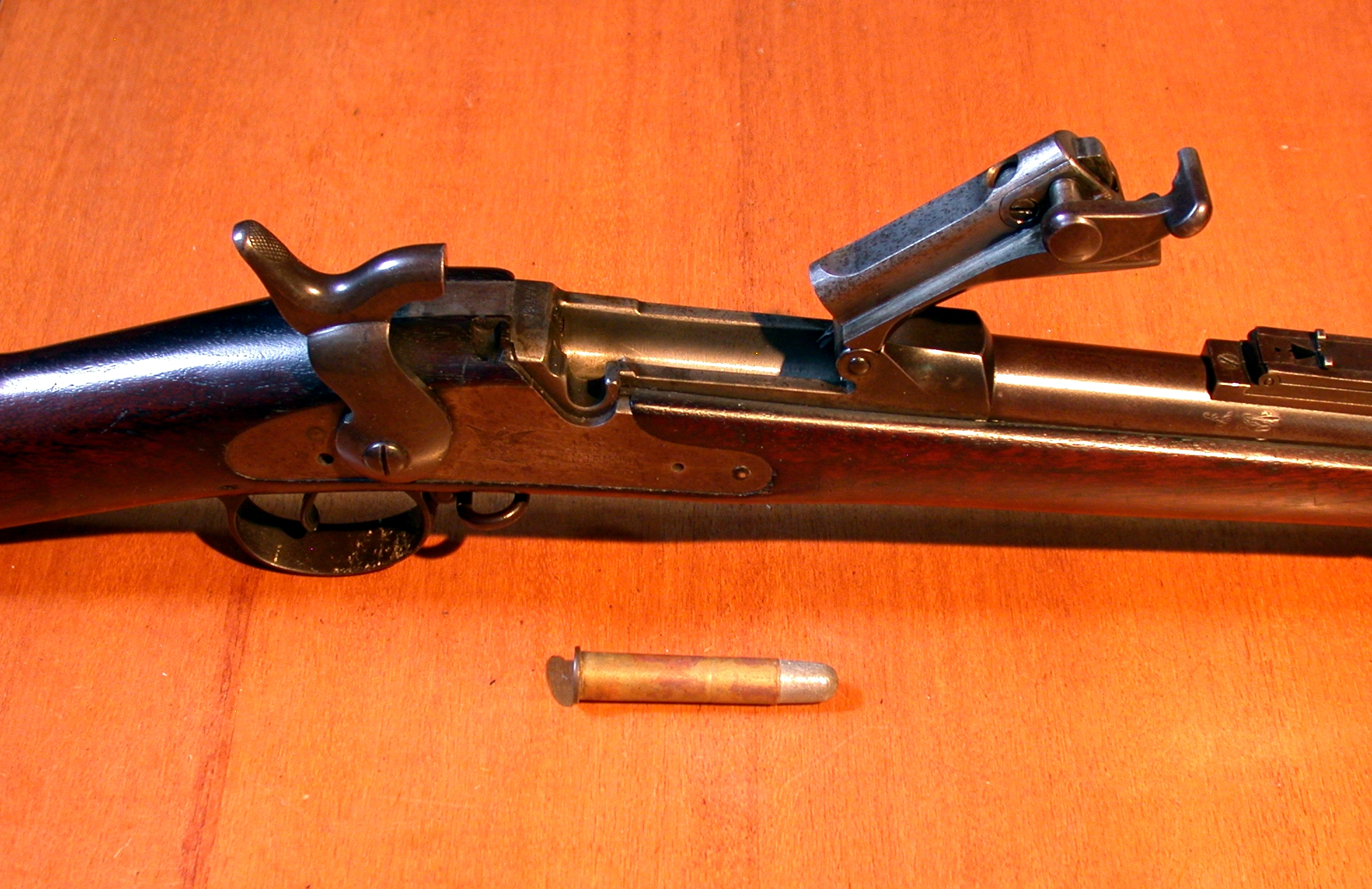
Particolare di un fucile Springfield Modello 1888 con otturatore aperto. È chiaramente visibile il movimento a botola dell'otturatore incernierato.

L'originale sistema Allin di conversione prevedeva in pratica la fresatura della parte superiore della culatta; la chiusura della camera di cartuccia veniva quindi realizzata tramite l'impianto di un semplice otturatore prismatico, incernierato sulla parte superiore della canna, e bloccato da una camma azionata dal pollice del tiratore. Nella parte antero-superiore dell'otturatore era inserito un piccolo estrattore a dente, caricato a molla: camerando una cartuccia, e chiudendo l'otturatore, il collarino del bossolo aderiva in parte al dente dell'estrattore, il quale, alla successiva apertura dell'otturatore, accompagnato dal movimento di quest'ultimo, estraeva il bossolo dalla camera di cartuccia. Il movimento che l'otturatore effettuava per aprire la camera, ruotando in alto ed in avanti, richiamava quello di una botola (in inglese "trapdoor") che si apre.

Il cane prevedeva due posizioni: una a mezza monta (usata durante le operazioni di ricarica) ed una a monta completa; tale sistema venne introdotto per motivi di sicurezza, al fine di prevenire spari accidentali durante la fase di ricarica. Un'ulteriore sistema di sicurezza era dato dall'otturatore, che non permetteva lo sparo finché non veniva realizzata la perfetta chiusura della culatta.

L'estrema semplicità del sistema di caricamento ben si prestava non solo alla conversione di fucili ad avancarica già esistenti, ma anche alla progettazione di nuove armi, che in tal modo incorporavano un'azione semplice, efficace ed economica, e difatti la semplicità di costruzione ed uso furono alcuni degli elementi che portarono all'adozione, nel 1873, di un fucile come il Trapdoor, non una semplice conversione, ma un nuovo fucile già in origine progettato per utilizzare l'otturatore incernierato di Allin.

## Dati balistici

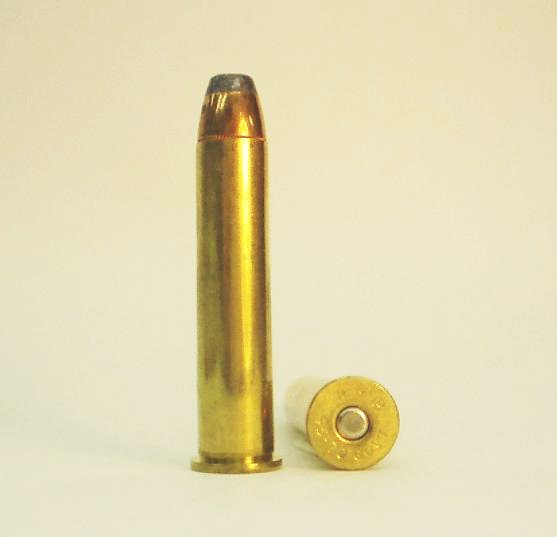
La cartuccia .45-70 Government con bossolo flangiato (rimmed).

Il fucile Modello 1873 era un'arma a colpo singolo, progettata per camerare la cartuccia .45-70-405, anche conosciuta nei cataloghi civili come .45 Government.
Come indicato dalla nomenclatura, si trattava di una cartuccia con palla dal calibro nominale di 0,45 pollici (in effetti 0,458 pollici, o 11,63 mm) pesante 405 grani (26,2 grammi), e spinta da una carica di lancio composta da 70 grani  (4,56 grammi) di polvere nera.
Nel fucile Trapdoor con canna da 32,625 pollici (828,70 mm) il proiettile aveva una velocità iniziale di 410 m/s. Una cartuccia a carica ridotta a 55 grani (3,6 g) di polvere nera (denominata Carbine Load) venne utilizzata dai reparti di cavalleria dotati di Trapdoor in versione carabina, per mitigare il rinculo dovuto alla canna accorciata (22 pollici - 560 mm); in questo caso la velocità iniziale scendeva a 340 m/s.
Una palla di tale peso, spinta a velocità relativamente ridotte, era caratterizzata da traiettoria molto curva e gittata limitata. Un tiratore addestrato, sparando da distanza nota, riusciva a colpire un bersaglio standard di 1,8 metri di diametro fino a 550 metri; dal punto di vista pratico, tiri a questa distanza erano efficaci solo in caso di salva sparata da molteplici armi, mentre la distanza massima per il tiro mirato contro una sagoma umana si riduceva a circa 270 metri.

La .45-70 fu la cartuccia standard dell'Esercito statunitense fino all'introduzione, nel 1892, della cartuccia calibro .30-40 Krag del fucile Krag-Jørgensen (Springfield Modello 1892-99)

## IlTrapdoornella storia

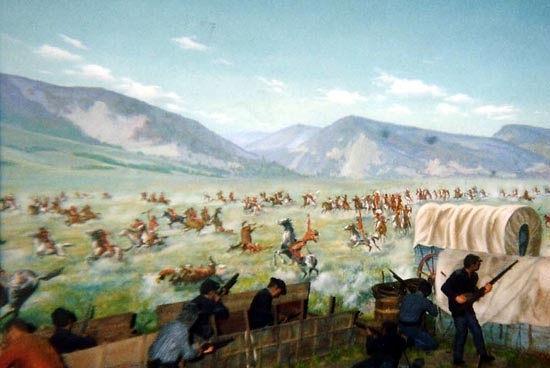
La battaglia dei cassoni di carro (2 agosto 1867).

Il fucile Trapdoor entrò in servizio in un periodo caratterizzato da aspri scontri tra i nativi americani ed i colonizzatori bianchi, che rientrano nell'ampia definizione di "Guerre indiane". In quest'ottica, può essere considerato a tutti gli effetti uno dei protagonisti della sanguinosa conquista del West, vista la sua distribuzione diffusa a tutti i reparti regolari dell'esercito. Già il precedente Modello 1866 (Second Allin) aveva dimostrato la superiorità di un'arma a retrocarica nei confronti dell'armamento in uso ai nativi americani, variegato e composto in prevalenza da antiquate armi ad avancarica. Tale superiorità si manifestò con particolare evidenza nel 1867, in occasione della Battaglia dei cassoni di carro e della Battaglia di Hayfield entrambe lungo la Bozeman Trail, durante le quali uno dei fattori che portarono alla sconfitta dei nativi fu il volume di fuoco erogato dai nuovi fucili; tale elemento non solo spiazzò gli attaccanti, ma mise in evidenza che le nuove tecnologie richiedevano un radicale cambiamento nelle tattiche di guerra fino a quel momento adottate contro gli invasori bianchi. La differenza risulta ancora più netta se questi due episodi vengono confrontati con la Battaglia di Fetterman, scontro che, sia pure in uno scenario simile, vide il completo massacro degli statunitensi, tutti armati con antiquati fucili ad avancarica (ad eccezione di due guide civili, armate con fucili Henry a ripetizione, nei confronti dei cui cadaveri i nativi si accanirono poi in modo particolare, probabilmente per rivalersi delle numerose perdite subite a causa delle loro armi a tiro rapido).
Inizialmente il fucile venne utilizzato con cartucce aventi il bossolo in rame, fattore origine di diversi inconvenienti: in particolare, al momento dello sparo, la morbidezza del metallo poteva causare un'espansione del bossolo nella camera di cartuccia, generando fenomeni di incollamento; l'apertura dell'otturatore con il bossolo incollato, causava lo strappo del collarino, ed in tale situazione il bossolo poteva essere estratto dalla culatta solo spingendolo dalla volata con la bacchetta di pulizia (peraltro non presente nella versione carabina corta da cavalleria), o forzandolo con la punta di una baionetta, operazioni di certo non comode da effettuare, soprattutto sotto il fuoco nemico.

Un altro inconveniente del bossolo di rame era causato dalla reazione che questo produceva, in condizioni di umidità, a contatto con il cuoio con cui erano fabbricate le giberne: lo strato di verdigris che si formava per tale reazione attorno al metallo, al momento dello sparo si riscaldava, saldando il bossolo alle pareti della culatta.

Durante la Guerra ispano-americana, mentre i reparti regolari erano dotati di fucile Krag-Jørgensen, tutti i reggimenti di volontari (con la sola eccezione dei Rough Riders di Theodore Roosevelt) erano equipaggiati con fucili Trapdoor.

### Controversie in relazione alla battaglia di Little Bighorn
Per lunghi anni, il ruolo avuto dal fucile Trapdoor nella famosa battaglia del Little Bighorn è stato oggetto di dibattito tra gli storici statunitensi. A partire dai primi, confusi resoconti sulla dinamica dello scontro, sembrò emergere una generale inaffidabilità dell'arma, con particolare riferimento ai già citati problemi di estrazione del bossolo. In sostanza, la nota tendenza dell'estrattore a strappare il bordino del bossolo, lasciando quest'ultimo incastrato all'interno della culatta, è stata a lungo ritenuta una delle principali cause del disastro militare di Little Bighorn. Inoltre, la mancanza della bacchetta per la pulizia della canna (prevista in dotazione nel moschetto da fanteria a canna lunga, ma non nella carabina da cavalleria) avrebbe aggravato ulteriormente la situazione in caso di strappo del bordino. Tali difetti furono confermati dai resoconti dei sopravvissuti del reparto del maggiore Marcus Reno, coinvolto in altri scontri della stessa battaglia; tra l'altro, secondo alcuni di questi resoconti, un ufficiale del reparto di Reno, il capitano Thomas French, fu impegnato, per tutta la durata del combattimento, ad estrarre con lo scovolo del suo fucile da fanteria, i bossoli rimasti incastrati nelle carabine da cavalleria che man mano i suoi soldati gli passavano, e lo stesso fecero individualmente altri soldati sulle proprie carabine, arrangiandosi con coltelli ed altri utensili; i difetti di estrazione sembravano presentarsi dopo aver sparato appena 6-10 colpi.
I problemi di estrazione del sistema Allin erano cosa ben nota già prima dell'adozione del fucile Trapdoor, a partire dalle prime esperienze con le conversioni Modello 1865 e Modello 1866; tuttavia, nel corso degli anni, l'analisi delle testimonianze archeologiche sul sito della battaglia, nonché dei resoconti di altri scontri in cui il fucile venne impiegato, hanno portato a ridimensionare di molto le affermazioni iniziali, secondo le quali i malfunzionamenti del Trapdoor avrebbero lasciato praticamente disarmati i cavalleggeri di Custer di fronte alla marea di guerrieri indiani.

Le indagini archeologiche, condotte a partire dal 1983 nei vari punti in cui si svolse la battaglia, hanno portato alla luce un cospicuo numero di bossoli, dei quali in realtà soltanto un numero ridottissimo presenta i segni di un'estrazione problematica. Sui 1.751 bossoli calibro .45-70 rinvenuti sul campo di battaglia, solo un numero corrispondente allo 0,35% presentava tracce riconducibili a difetti di estrazione: nella zona del campo di battaglia in cui si trovò a combattere il battaglione di Custer, solo 3 bossoli su 88 (il 3,4%) rinvenuti presentano tracce di mancata estrazione; a Reno Hill, il luogo in cui i reparti del maggiore Reno e del capitano Benteen si organizzarono per difendersi, la proporzione è di 7 su 257 bossoli (il 2,7%). Naturalmente tali proporzioni non tengono conto dei bossoli rimossi successivamente alla battaglia, e nemmeno di quelli rimasti incastrati nei fucili poi portati via dai vincitori.

D'altra parte va tenuto conto anche delle diverse testimonianze, rilasciate peraltro anni dopo, da parte di alcuni degli indiani che presero parte allo scontro, che concordano nel descrivere soldati intenti a lavorare con coltellini tascabili sugli otturatori dei fucili, nel mezzo dell'attacco; altri vennero visti gettare via il fucile e continuare il combattimento con la pistola.

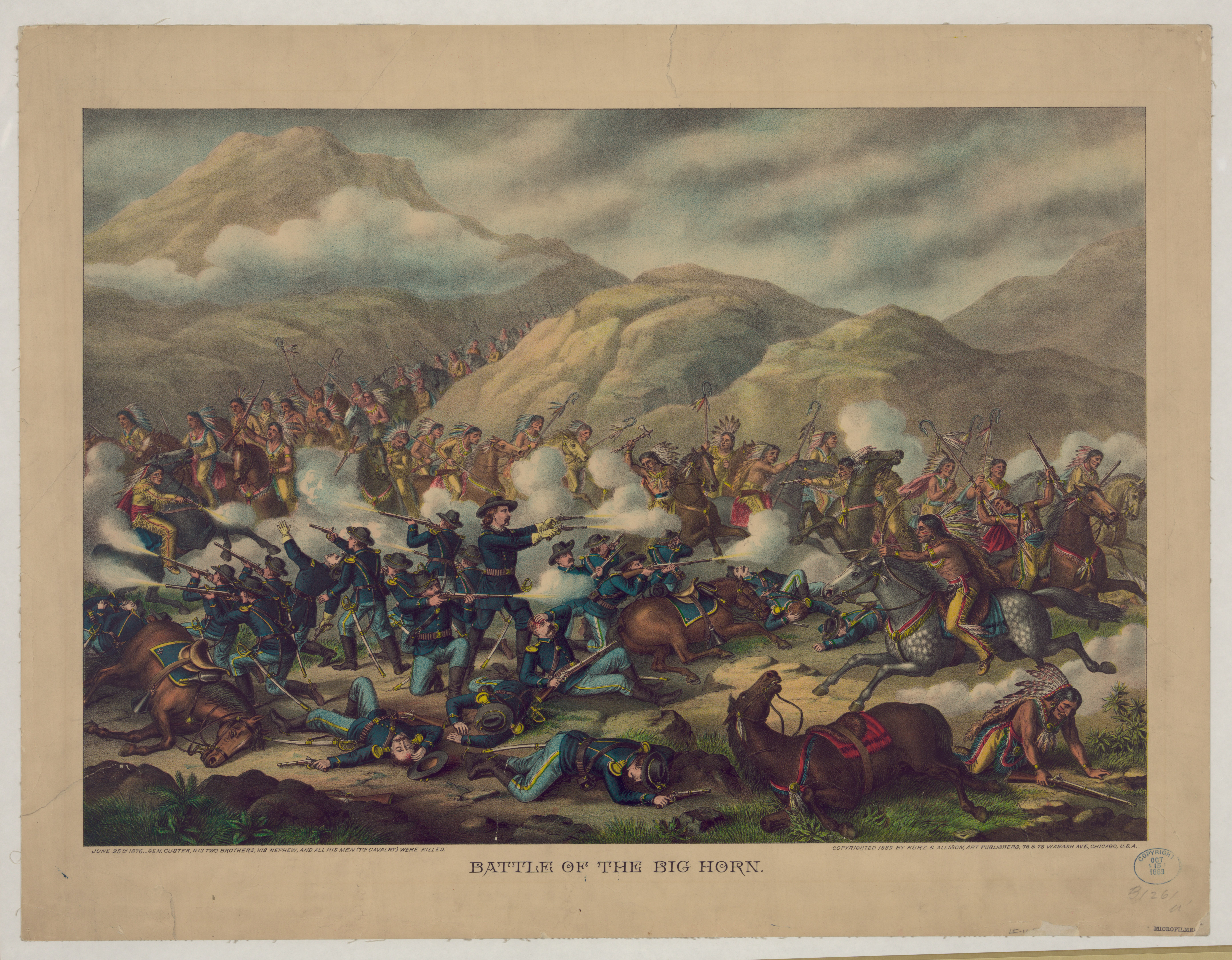
Raffigurazione pittorica del Custer's last stand.

Inoltre i test del 1872-1873 avevano evidenziato una tendenza allo strappo del collarino dei bossoli nel Trapdoor, ma con una frequenza di 1 ogni 300 colpi, ritenuta più che accettabile dalla Commissione Terry, soprattutto se comparata all'alta frequenza degli inceppamenti nei fucili a ripetizione tipo Henry o Winchester.
Il fatto che nel 1879 il maggiore Marcus Reno, che tra l'altro aveva partecipato alle prove della Commissione Terry (e che quindi era perfettamente a conoscenza del difetto di estrazione), fosse posto sotto inchiesta per la sua condotta durante la battaglia, rende plausibile l'ipotesi che i resoconti sui problemi del Trapdoor siano stati enfatizzati al fine di alleggerire la posizione dello stesso Reno, spostando tutta la responsabilità della sconfitta sui difetti tecnici dell'arma. Reno fu prosciolto da ogni accusa al termine dell'inchiesta, mentre il Trapdoor venne considerato per oltre un secolo il vero responsabile della sconfitta di Custer.